# Ilfenesh Hadera

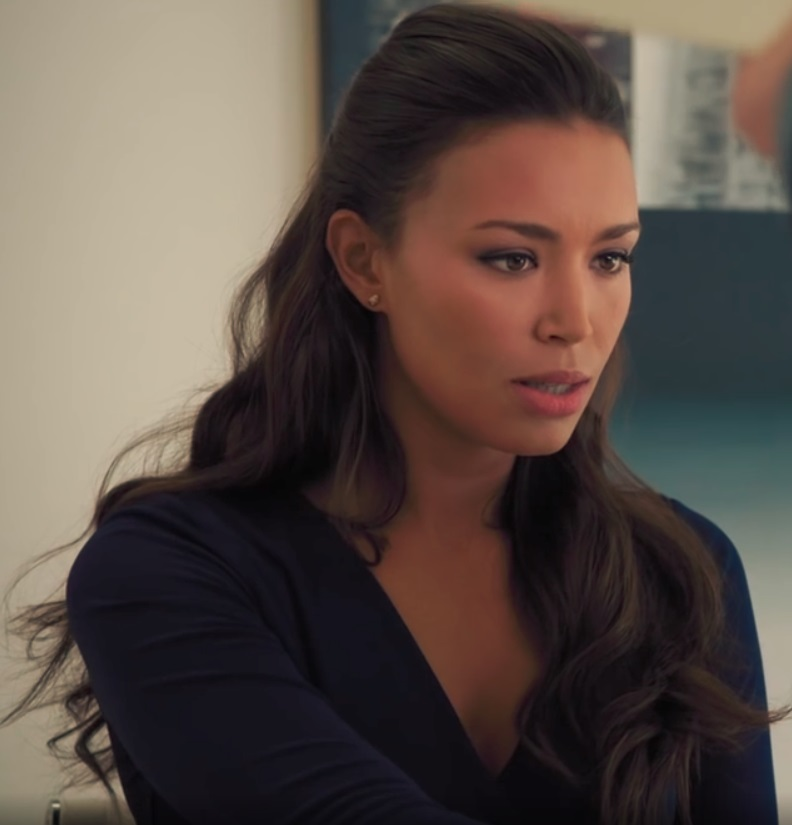
Ilfenesh Hadera, 2017

Ilfenesh Hadera (* 1. Dezember 1985 in New York City) ist eine US-amerikanische Schauspielerin.
Ilfenesh Hadera ist die Tochter eines äthiopischen Flüchtlings und einer US-Amerikanerin. Sie besuchte die Fiorello H. LaGuardia High School in Manhattan. Seit 2010 ist sie als Film- und Fernsehschauspielerin tätig. In der Serie Billions spielte sie Deb Kawi, im Film Baywatch verkörperte sie Stephanie Holden, in der Krimiserie Deception – Magie des Verbrechens war sie als Kay Daniels zu sehen.

## Filmografie (Auswahl)
- 2013: The Blacklist (Fernsehserie, Pilotfolge)
- 2013: Oldboy
- 2015: Show Me a Hero (Miniserie, 6 Folgen)
- 2015: Chicago Fire (Fernsehserie, 3 Folgen)
- 2016: Difficult People (Fernsehserie, Folge 2x05 Patches)
- 2016: Conviction (Fernsehserie,2 Folgen)
- 2016–2017: Billions (Fernsehserie, 20 Folgen)
- 2017: The Punisher (Fernsehserie, Folge 1x07 Crosshairs)
- 2017: Master of None (Fernsehserie, 3 Folgen)
- 2017: Baywatch
- 2017–2019: Nola Darling (She’s Gotta Have It, Fernsehserie, 10 Folgen)
- 2018: Deception – Magie des Verbrechens (Deception, Fernsehserie, 13 Folgen)
- seit 2019: Godfather of Harlem (Fernsehserie)
- 2021–2022: Blue Bloods – Crime Scene New York (Blue Bloods, Fernsehserie, 2 Folgen)
- 2023–2024: The Equalizer – Schutzengel in New York (The Equalizer, Fernsehserie, 2 Folgen)
- 2024: The Bricklayer – Tödliche Geheimnisse (The Bricklayer)
- 2024: Werewolves
- 2025: Highest 2 Lowest